# За култа към личността и неговите последици
За култа към личността и неговите последици е реч на Хрушчов, която той произнася на 25 февруари 1956 г. пред закрито заседание (оттам и прозвището „тайната реч“) на XX конгрес на КПСС. Докладът осъжда култа към личността на Йосиф Сталин, масовия терор и престъпленията от втората половина на 30-те години (виж „Голямата чистка“) до началото на 50-те години на XX век, вината за които носи Сталин, а също така проблемите по реабилитация на партийните и военни дейци, репресирани по това време. Докладът дава начало на Размразяването при Хрушчов и става повратен момент в историята на СССР.

## Резюме на речта
Речта на Хрушчов започва с аргументация против „култа“ обследваща живота, изказвания и писма на Маркс и Ленин. Хвърля се светлина върху Завещанието на Ленин, в което вождът на Октомврийската революция предупреждава партията за грубостта и невъзможността да се работи заедно със Сталин и изказва предложение той да бъде сменен с друг. Подема се критика срещу политиката на Йосиф Сталин непосредствено преди и по време на откриването на Източния фронт на 22 юни 1941 година. Според Хрушчов не са взети мерки навреме за прехвърляне на икономиката на военни релси, не е подготвена отбраната, а данните на разузнаването, свързани с датата и самото нападения, биват напълно игнорирани.
Следващият пункт от критиката срещу мъртвия вече вожд е спрямо депортацията на различни народи (чеченци, татари и пр.) и неправилната политика спрямо Титова Югославия. Отново, както и в частта от доклада за преди войната, се изтъкват делата спрямо различни групи (Ленинградско дело срещу Ленинградската партийна организация, Докторско дело и пр.). Във връзка с репресиите обвинява и Лаврентий Берия, който е началник на НКВД от 1938 до своята смърт през декември 1953. Причина за това, освен идеологическия курс на борба с култа към личността, е и аргументиране на разстрела му след смъртта на Сталин.
Един от последните пунктове е разпространението на култа към личността не само на Сталин, но и на останалите живи членове на Политбюро на КПСС – наименувани заводи, улици, радиа, издигнати монументални паметници и пр.
Въпреки че речта на Хрушчов в цялостно се възприема с негативен знак спрямо личността на Сталин, в тайния доклад стоят и положителни оценки за дейността на последния свързани най-вече с елиминирането на Троцкистко-зинониевския център, с десния уклон и други фракции – имагинерни или реални – в ранните години на ВКП(б).

## Последици от речта
Последиците от речта на Хрушчов са големи за комунистическата част от света. КНР, под ръководството на Мао Дзъдун, обявява за ревизионистки курса поет от Москва. Албания след време също ще се откъсне от орбитата на съветското влияние. Речта на Хрушчов е един от възпламенителите на Унгарското въстание през 1956 година.
Оттатък Желязната завеса в очите на част от ляво ориентираните хора и левите интелектуалци съветския строй губи почва в тяхното съзнание. Въпреки действащото Коминформбюро, повечето комунистически партии от Западна и Централна Европа са изправени преди избор да ревизират или не политиката на Сталин и съветския модел на ръководство и общество като модел за подражение.
Речта на Хрушчов е един от първите значителни, идващи от горе, канали за информация за грешки в развитието на съветския модел.